# Kátia
Kátia Garcia Oliveira (Rio de Janeiro, 26 de março de 1962) é uma cantora e compositora brasileira. A cantora fez sucesso e ganhou diversos prêmios nos anos 80. É afilhada artística de Roberto Carlos.

## Biografia e carreira
Nascida em parto prematuro, que como sequela gerou uma deficiência visual, durante sua infância já demostrava interesse pela música, tanto que aos quatro anos ganhou de presente de seu pai um piano. Seu avô paterno, pianista, lhe iniciou as primeiras notas musicais e os primeiros acordes. Aos 12 anos, iniciou suas composições musicais e pouco tempo depois mostrou suas músicas para o cantor Roberto Carlos, amigo de seu pai. Ele, então, a indicou a fazer um teste na gravadora CBS (atual Sony Music).
Kátia foi aprovada em seu teste e no ano de 1978 iniciou sua carreira artística, lançando sua própria composição: Um compacto simples com a música Tão Só.
Em 1979, ganhou de presente de Roberto Carlos a música Lembranças, gravada por ela em seu álbum de estreia, cuja canção-título é a mais conhecida de sua carreira até hoje. A canção que puxava o álbum de estreia da cantora, ultrapassou a impressionante marca de mais de 1 milhão de cópias vendidas, além de permanecer seis meses em primeiro lugar em todas as rádios do Brasil.
Contudo, foi nos anos 80 que atingiu o auge da fama, quando, em 1980, outro presente de Roberto Carlos poria Kátia novamente nas paradas de sucesso: Cedo Pra Mim. Mais uma novela é brindada com mais uma gravação de Kátia: Bons Amigos, desta vez na trilha da novela O Amor é Nosso, da Rede Globo, canção do mesmo álbum de Cedo Pra mim.
Em 1981 outro compacto simples destaca Kátia mais uma vez. A música Ah, Esse Amor conquistou mais uma vez o público. Em 1982 lança o álbum Sabor, que trazia também mais uma canção de sucesso: Até Quando.
Em 1984 Kátia aparece cantando as músicas Sempre Me Faz Bem e Todo o Prazer. Já noutra companhia de discos, Kátia tem novamente outro estrondoso sucesso: Qualquer Jeito, mais uma composição do padrinho Roberto Carlos. O mesmo disco destacou outras canções, como Desejos, com participação de José Augusto, e Jogo Marcado.
Em abril em 1987 estourava nas rádios seu maior sucesso, Qualquer Jeito, uma versão de It Should Have Been Easy, composição de Bob McDill, gravada por Anne Murray em 1982, e assinada por Roberto Carlos, padrinho artístico da cantora, e Erasmo Carlos.
Em 1988 Kátia foi convidada a gravar com o cantor e compositor Leonardo Sullivan a música Uma Voz no Coração, que teve bastante execução.
Com o fechamento da 3M, Kátia faz, em 1989, sua estreia na PolyGram (atual Universal Music), onde também fez interpretações e composições, incluindo as músicas Me Ensina o Que Fazer e Coração Ferido.
Em 1990, lançou Conversa Comigo, com destaque também para a música Idas e Voltas. Em 1992, interpreta Quando o Amor Acaba e De Carona na Felicidade, com participação especial da dupla Tiãozinho & Alessandro, irmãos dos cantores Chitãozinho e Leonardo. Ao gravar Outra Vez, no mesmo álbum, Kátia foi uma das primeiras artistas a gravar uma canção de Zezé Di Camargo, que estava então em seu segundo CD.
Em 1993 lançou seu primeiro trabalho internacional: um álbum em castelhano ganhou as paradas de sucesso na América Latina, colocando a música Tan Sola como uma das campeãs de execução, além de outra faixa do CD, Micaela, ter sido tema de abertura de novela do mesmo nome, apresentada em horário nobre na TV espanhola. O mesmo CD foi lançado no Brasil em português, com destaque para a versão de Tan Sola, que por aqui ficou conhecida como Sozinha. A música de Kátia ficou nas paradas de sucesso durante 17 semanas na Bilboard Latina.
Conquistou discos de ouro, platina e diamante, além de troféus importantes como Globo de Ouro, Sharp, Disco Mais Vendido, Cantora Revelação, música do ano, cantora revelação, a voz romântica do Brasil e muitos outros.
Depois de 1994, Kátia decidiu dedicar-se à causa dos deficientes visuais, através da distribuição do software Dosvox, tendo trabalhado também junto ao projeto Virtual Vision da empresa Micropower. Em 2002 foi premiada pela Fundação Bradesco pelos relevantes serviços prestados aos deficientes visuais no Brasil.

## Vida pessoal
Optou por não casar e não ter filhos para dedicar-se integralmente a sua carreira artística. Vive sozinha em seu apartamento na zona sul carioca.

## Discografia

### Álbuns de estúdio
- 1979 - Lembranças
- 1980 - Kátia
- 1982 - Sabor
- 1987 - Kátia
- 1989 - Kátia
- 1990 - Conversa Comigo
- 1992 - Kátia
- 1994 - Tan Sola (Para a Espanha, América Latina e México)
- 1994 - Kátia

### Álbuns de compilação
- 2005 - 20 Super Sucessos

### EP
- 1978 - Tão Só/Sensações
- 1979 - Lembranças/Triste Demais
- 1980 - Cedo Pra Mim/Um Jeito A Mais
- 1980 - Recuerdos/Demasiado Tarde (Para a Espanha, América Latina e México)
- 1989 - Me Ensina O Que Fazer